# Trididemnum pedunculatum
Trididemnum pedunculatum är en sjöpungsart som beskrevs av Lafargue, Ramos-Espla, Buencuerpo och Vazquez 1993. Trididemnum pedunculatum ingår i släktet Trididemnum och familjen Didemnidae. Inga underarter finns listade i Catalogue of Life.